# Margareta Dumitrescu
Margareta Dumitrescu, née Margareta Atanasiu le 15 avril 1903 à Bucarest et morte le 27 avril 1986 à Bucarest, est une arachnologiste et biospéologue roumaine.
Elle est membre de l'Institut de spéologie « Emil Racoviță » de Bucarest, spécialisée dans l'étude des arachnides.

## Taxons nommés en son honneur
- Erigone dumitrescuae Georgescu, 1969
- Rowlandius dumitrescoae (Rowland & Reddell, 1979)
- Eukoenenia margaretae Orghidan, Georgesco & Sârbu, 1982
- Dumitrescoella Teruel, 2017

## Quelques taxons décrits
- Acanthocreagris callaticola (Dumitresco & Orghidan, 1964)
- Acanthocreagris mahnerti Dumitresco & Orghidan, 1986
- Antillobisium Dumitresco & Orghidan, 1977
- Antillobisium mitchelli Dumitresco & Orghidan, 1977
- Antillobisium vachoni Dumitresco & Orghidan, 1977
- Antillochernes muchmorei (Dumitresco & Orghidan, 1977)
- Antrohyphantes Dumitrescu, 1971
- Aphrastochthonius cubanus Dumitresco & Orghidan, 1977
- Brignolia Dumitrescu & Georgescu, 1983
- Carpathonesticus racovitzai (Dumitrescu, 1980)
- Centromerus dacicus Dumitrescu & Georgescu, 1980
- Centromerus gentilis Dumitrescu & Georgescu, 1980
- Cheiridium chamberlini Dumitresco & Orghidan, 1981
- Chthonius motasi Dumitresco & Orghidan, 1964
- Cryptocellus bordoni (Dumitresco & Juvara-Bals, 1977)
- Cryptocheiridium elegans Dumitresco & Orghidan, 1981
- Cubacanthozomus rowlandi (Dumitresco, 1973)
- Cubanocheiridium) Dumitresco & Orghidan, 1981
- Dactylochelifer marlausicola Dumitresco & Orghidan, 1969
- Diplotemnus vachoni Dumitresco & Orghidan, 1969
- Dumitrescoella decui (Dumitresco, 1977)
- Fageicera Dumitrescu & Georgescu, 1992
- Fageicera cubana Dumitrescu & Georgescu, 1992
- Fageicera loma Dumitrescu & Georgescu, 1992
- Fageicera nasuta Dumitrescu & Georgescu, 1992
- Globochthonius vandeli (Dumitresco & Orghidan, 1964)
- Heteroonops colombi Dumitrescu & Georgescu, 1983
- Lepthyphantes centromeroides carpaticus Dumitrescu & Georgescu, 1970
- Lucetia Dumitrescu & Georgescu, 1983
- Lucetia distincta Dumitrescu & Georgescu, 1983
- Lustrochernes viniai Dumitresco & Orghidan, 1977
- Mundochthonius decoui Dumitresco & Orghidan, 1970
- Neobisium closanicum Dumitresco & Orghidan, 1970
- Neobisium maxbeieri Dumitresco & Orghidan, 1972
- Neoxyphinus hispidus (Dumitrescu & Georgescu, 1987)
- Nesticus balacescui Dumitrescu, 1979
- Nesticus carpaticus Dumitrescu, 1979
- Nesticus cernensis Dumitrescu, 1979
- Nesticus constantinescui Dumitrescu, 1979
- Nesticus diaconui Dumitrescu, 1979
- Nesticus ionescui Dumitrescu, 1979
- Nesticus orghidani Dumitrescu, 1979
- Nesticus plesai Dumitrescu, 1980
- Nesticus wiehlei Dumitrescu, 1979
- Oonopoides bolivari Dumitrescu & Georgescu, 1987
- Oonopoides cavernicola Dumitrescu & Georgescu, 1983
- Oonopoides habanensis Dumitrescu & Georgescu, 1983
- Oonopoides humboldti Dumitrescu & Georgescu, 1983
- Oonopoides orghidani Dumitrescu & Georgescu, 1983
- Oonopoides pilosus Dumitrescu & Georgescu, 1983
- Oonopoides singularis Dumitrescu & Georgescu, 1983
- Oonops cubanus Dumitrescu & Georgescu, 1983
- Oonops minutus Dumitrescu & Georgescu, 1983
- Oonops propinquus Dumitrescu & Georgescu, 1983
- Rowlandius digitiger (Dumitresco, 1977)
- Rowlandius gladiger (Dumitresco, 1977)
- Rowlandius negreai (Dumitresco, 1973)
- Scaphiella bordoni Dumitrescu & Georgescu, 1987
- Scaphiella bryantae Dumitrescu & Georgescu, 1983
- Speocera decui Dumitrescu & Georgescu, 1992
- Troglohyphantes jeanneli Dumitrescu & Georgescu, 1970
- Troglocubazomus orghidani (Dumitresco, 1977)
- Troglohyphantes racovitzai Dumitrescu & Georgescu, 1970